# Вулиця Олексія Маркевича
Вулиця Олексія Маркевича  (українська транслітерація: OLEKSIIA MARKEVYCHA) — вулиця в історичному центрі Одеси, від Торгової вулиці до Старопортофранківської вулиці.

## Історія

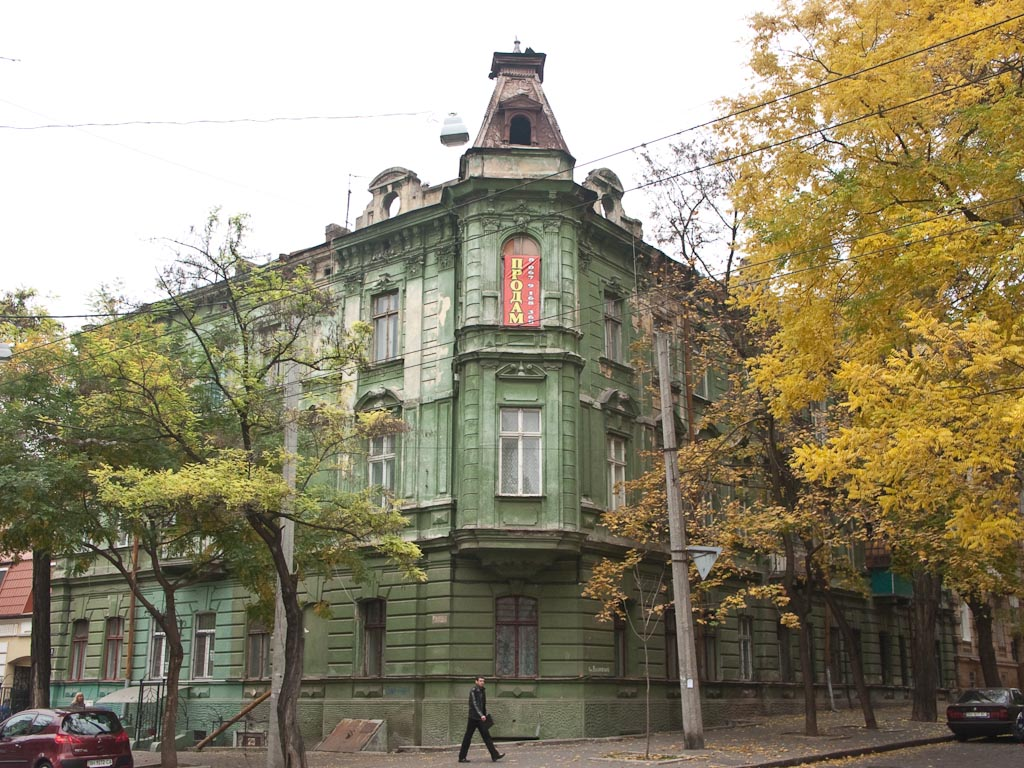
Вулиця Олексія Маркевича

Князівська з'явилась на картах міста у 1828 р. Назва походить від суспільних станів одеського населення: поряд з Князівською в Одесі також були Дворянська (сьогодні — Всеволода Змієнка) та Міщанська (Бориса Літвака) вулиці.
З приходом до влади більшовиків 17 січня 1924 р. вулицю перейменували на честь радянського військового діяча Петра Баранова. Вулиці двічі повертали назву Князівська — під час румунської окупації (з 19 листопада 1941 р. до 14 квітня 1944 р.) та з 14 травня 1995 року.
26 липня 2024 року розпорядженням Начальника Одеської ОВА Князівська вулиця перейменована на вулицю Олексія Маркевича.

## Історичні пам'ятки

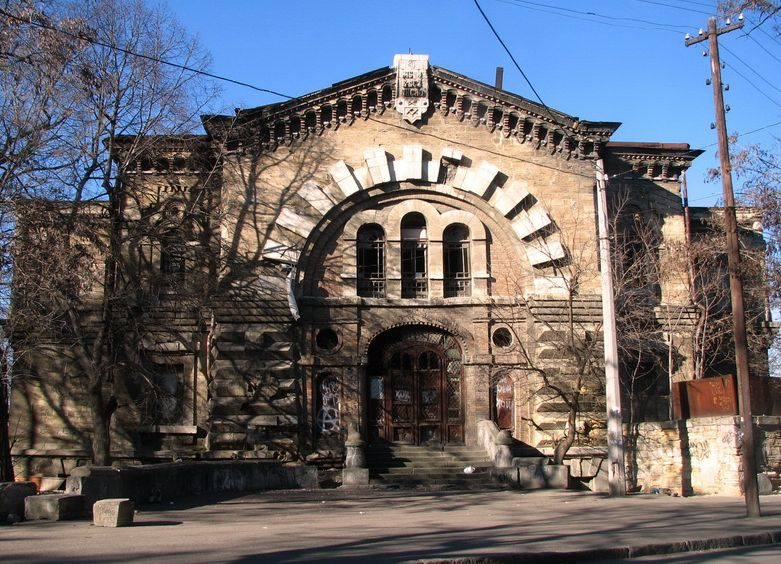
Будинок Новоросійського Відділення Імператорського Російського Технічного Товариства (Масонський Дім)

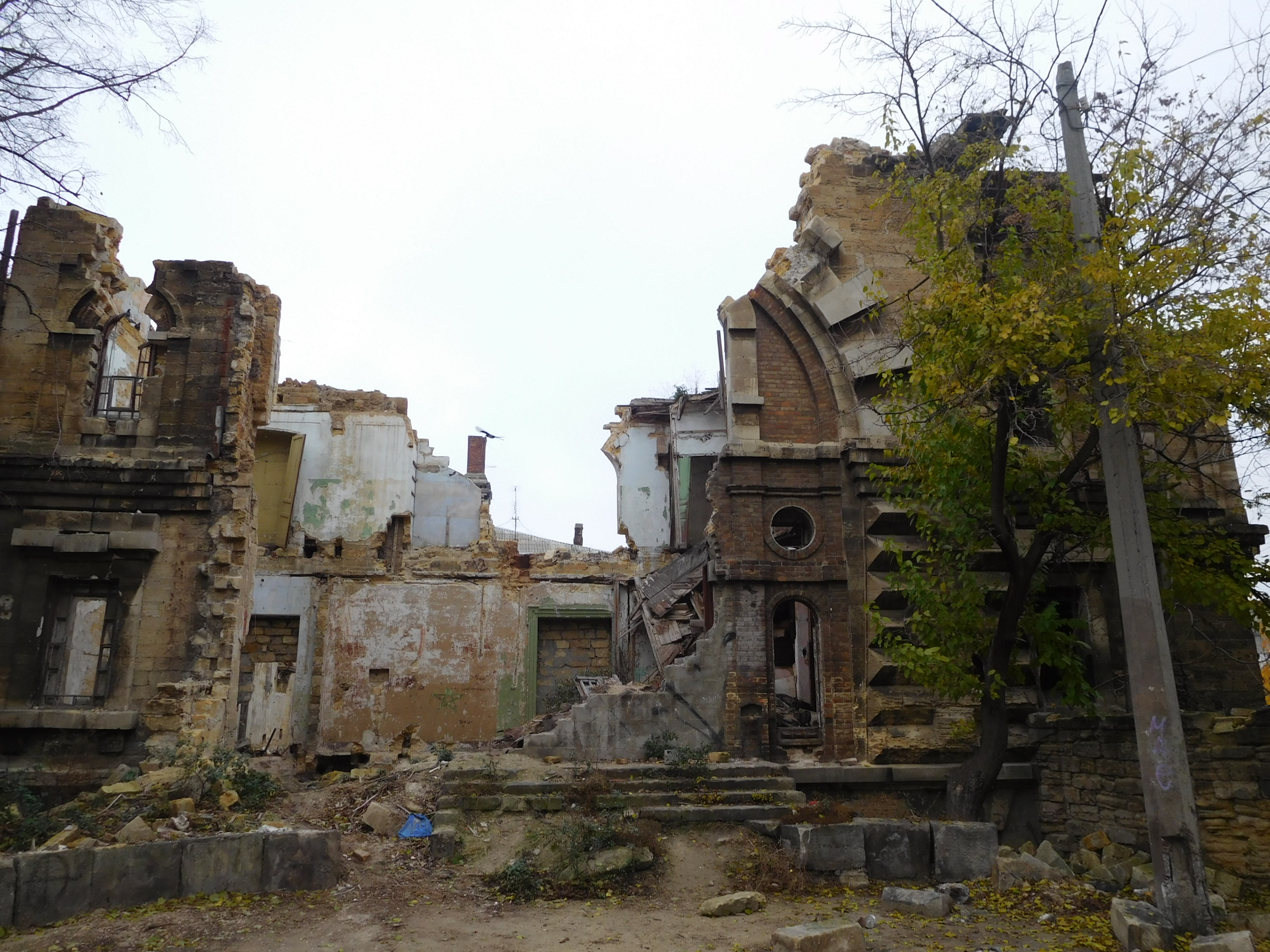
Масонський Дім 13 листопада 2017 року, через рік після обвалення

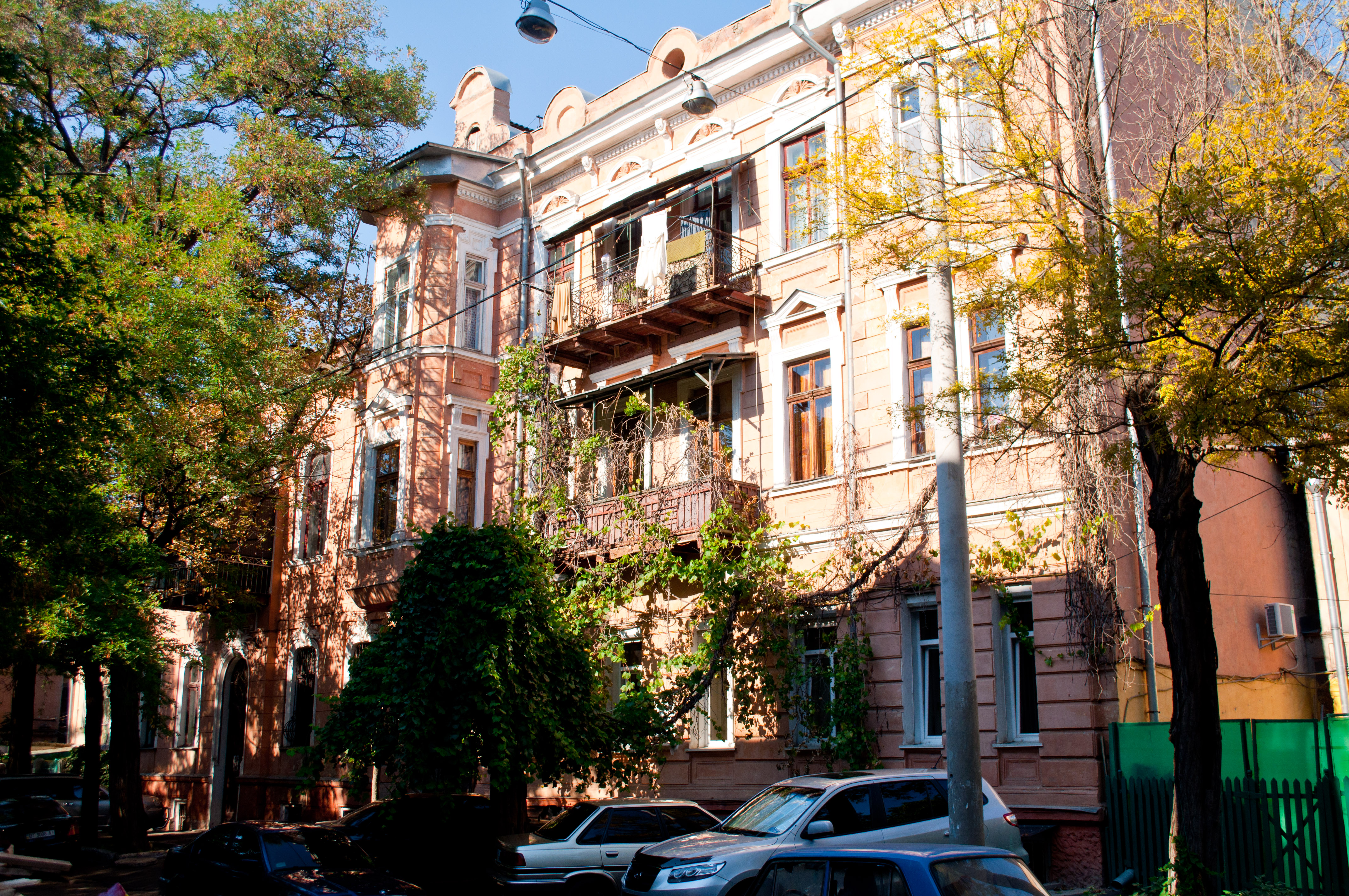
Князівська вулиця, 27

- б.1а — Будинок одеського відділення Імператорського Російського Технічного Товариства, 20 липня 2016 року відбулося повне обвалення фасаду і покрівлі[3][4]

## Відомі мешканці
- б. 2 — член-корреспондент АН СРСР М. Г. Чеботарьов
- б. 8 — архітектор Меснер Едуард Якович[ru][5]
- б. 12 — письменниця Гернет Ніна Володимирівна[ru]
- б. 18 — архітектор Ф. П. Нестурх
- б. 27 — Іван Бунін (жив у 1919—1920 рр., перед еміграцією)
- Первий російський авіатор Михайло Єфімов.